# ماتئو کاستالدو
ماتئو کاستالدو (انگلیسی: Matteo Castaldo؛ زادهٔ ۱۱ دسامبر ۱۹۸۵) ورزشکار روئینگ اهل ایتالیا است.
وی در مسابقات کشوری و بین‌المللی در مجموع برندهٔ ۲ مدال طلا، ۲ مدال نقره، ۱ مدال برنز شده‌است.